# Scelolophia roseoliva
Scelolophia roseoliva är en fjärilsart som beskrevs av W. Warren 1900. Scelolophia roseoliva ingår i släktet Scelolophia och familjen mätare. Inga underarter finns listade.